# 新不伦瑞克省省长
新不伦瑞克省省长（英语：Premier of New Brunswick）或稱 省總理是加拿大新不伦瑞克省的政府首脑。省长由新不伦瑞克省省督委任，并成为省政府行政会议（Executive Council，即内阁）的主席。
现任省长为布莱因·希格斯（Binine Higgs）；他于2018年11月9日就任省长。